# 霍多維奇
49°17′37″N 23°57′38″E / 49.29361°N 23.96056°E
霍多維奇（烏克蘭語：Ходовичі），是烏克蘭的村庄，位於該國西部利沃夫州，由斯特雷區斯特雷市鎮負責管轄，處於斯特雷河畔，面積13.6平方公里，海拔高度275米，2001年人口893。